# Bones (studio)
Bones (japonsky 株式会社ボンズ, Kabušiki kaiša Bonzu) je japonské animační studio založené v roce 1998. Založili jej bývalí animátoři studia Sunrise.

## Tvorba

### Televizní seriály
- Karakuri kiden Hiwó senki (2000–2001)
- Kidó tenši Angelic Layer (2001)
- RahXephon (2002)
- Wolf's Rain (2003)
- Scrapped Princess (2003)
- Fullmetal Alchemist (2003–2004)
- Kenran butósai: The Mars Daybreak (2004)
- Kurau Phantom Memory (2004)
- Kókjóšihen Eureka Seven (2005–2006)
- Ouran High School Host Club (2006)
- Džú-ó-sei (2006)
- Tenpó ibun ajakaši Ajaši (2006–2007)
- Darker than Black: Kuro no keijakuša (2007)
- Skull Man (2007)
- Soul Eater (2008–2009)
- Nidžú mensó no musume (2008) – v koprodukci s Telecom Animation Film
- Bónen no Xam'd (2008) – vysíláno online přes PlayStation Network
- Fullmetal Alchemist: Bratrství (2009–2010)
- Tokyo Magnitude 8.0 (2009) – v koprodukci s Kinema Citrus
- Darker than Black: Rjúsei no Gemini (2009)
- Heroman (2010)
- Star Driver: Kagajaki no Takuto (2010–2011)
- Gosick (2011)
- No. 6 (2011)
- Un-Go (2011)
- Eureka Seven: AO (2012)
- Zecuen no Tempest (2012–2013)
- Tenkai Knights (2013–2014)
- Space Dandy (2014)
- Noragami (2014)
- Captain Earth (2014)
- Soul Eater Not! (2014)
- Hicugi no Čaika (2014)
- Space Dandy 2 (2014)
- Hicugi no Čaika: Avenging Battle (2014)
- Kekkai sensen (2015)
- Show by Rock!! (2015)
- Akagami no Širajuki-hime (2015)
- Noragami Aragoto (2015)
- Concrete Revolutio: Čódžin gensó (2015)
- Akagami no Širajuki-hime 2 (2016)
- Bungó Stray Dogs (2016)
- My Hero Academia (2016)
- Concrete Revolutio: Čódžin gensó 2 (2016)
- Show by Rock!! Short!! (2016)
- Mob Psycho 100 (2016)
- Bungó Stray Dogs 2 (2016)
- Show by Rock!! 2 (2016)
- My Hero Academia (2017) – 2. řada
- Kekkai sensen & Beyond (2017)
- My Hero Academia (2018) – 3. řada
- Hisone to Masotan (2018)
- Mob Psycho 100 II (2019)
- Bungó Stray Dogs 3 (2019)
- Carole & Tuesday (2019)

| Rok  | Název                     | Režie                                | Od               | Do              | Díly          | Studio   | Poznámky                                                                                                   |
| ---- | ------------------------- | ------------------------------------ | ---------------- | --------------- | ------------- | -------- | --- |
| 2019 | My Hero Academia 4        | Kendži Nagasaki (šéf) Masahiro Mukai | 12. října 2019   | 4. dubna 2020   | 25            | Studio C | Čtvrtá řada anime seriálu My Hero Academia.                                                                |
| 2021 | SK∞                       | Hiroko Ucumi                         | 10. ledna 2021   | 4. dubna 2021   | 12            | Studio D | Původní dílo.                                                                                              |
| 2021 | Bungó Stray Dogs wan!     | Satonobu Kikuči                      | 13. ledna 2021   | 31. března 2021 | 12            | —        | Adaptace spin-offu mangy Bungó Stray Dogs, jejímž autorem je Kafka Asagiri. V koprodukci se studiem Nomad. |
| 2021 | My Hero Academia 5        | Kendži Nagasaki (šéf) Masahiro Mukai | 27. března 2021  | bude oznámeno   | 25            | Studio C | Pátá řada anime seriálu My Hero Academia.                                                                  |
| 2021 | Godzilla: Bod singularity | Acuši Takahaši                       | 4. dubna 2021    | 24. června 2021 | 13            | Studio A | Původní dílo vycházející z franšízy Godzilla. V koprodukci se studiem Orange.                              |
| 2021 | Vanitas no Carte          | Tomojuki Itamura                     | 3. července 2021 | bude oznámeno   | bude oznámeno | Studio A | Adaptace série mangy, jejíž mangakou je Džun Močizuki.                                                     |

### Filmy
- Escaflowne (2000) – v koprodukci se Sunrise
- Kovboj Bebop: Lovec odměn (2001) – v koprodukci se Sunrise
- RahXephon: Pluralitas Concentio (2003)
- Fullmetal Alchemist: The Conqueror of Shamballa (2005)
- Stranger: Mukó hadan (2007)
- Kókjóšihen Eureka Seven: Pocket ga nidži de ippai (2009) – v koprodukci s Kinema Citrus
- filmová série Towa no Quon (2011)
  - Utakata no kaben
  - Konton no ranbu
  - Mugen no renza
  - Guren no šóšin
  - Sózecu no raifuku
  - Towa no Quon
- Hagane no renkindžucuši: Milos no sei-naru hoši (2011)
- Un-Go: Inga-ron (2011)
- Star Driver: The Movie (2013)

| Rok  | Název                                         | Režie           | Premiéra           | Studio   | Poznámky                                                                  | Zdroje |
| ---- | --------------------------------------------- | --------------- | ------------------ | -------- | ------------------------------------------------------------------------- | ------ |
| 2019 | My Hero Academia: Heroes Rising               | Kendži Nagasaki | 20. prosince 2019  | Studio C | Pokračování čtvrté řady anime seriálu My Hero Academia.                   |        |
| 2020 | Josee to tora to sakana-tači                  | Kótaró Tamura   | 25. prosince 2020  | Studio D | Adaptace stejnojmenného krátkého příběhu, jehož autorkou je Seiko Tanabe. |        |
| 2021 | My Hero Academia: World Heroes' Mission       | Kendži Nagasaki | 6. srpna 2021      | Studio C |                                                                           | [ 3 ]  |
| 2021 | Eureka: Kókjóšihen Eureka Seven: Hi Evolution | Tomoki Kjóda    | 26. listopadu 2021 | Studio E | Závěrečná část filmové trilogie Kókjóšihen Eureka Seven: Hi Evolution.    |        |

### OVA
- RahXephon kansókjoku: Kanodžo to kandžo džišin to Thatness and Thereness (2003)
- Wolf's Rain (2004)
- Hagane no renkindžucuši: Premium Collection (2006)
- Tenpó ibun ajakaši Ajaši: Ajaši šinkjoku (2007)
- Hagane no renkindžucuši (2009–2010)
- Prototype (jako součást Halo Legends) (2010)
- Darker than Black: Kuro no keijakuša – gaiden (2010)
- Eureka Seven: AO – Jungfrau no hanabanatači (2012)
- Noragami (2014)
- Hicugi no Čaika (2015)
- Noragami Aragoto (2015–2016)
- Akagami no Širajuki-hime (2016)
- Kekkai sensen (2016)
- Bungó Stray Dogs (?)